# Пелёво
Пелёво (тат. Пәрәү) — село в Лаишевском районе Республики Татарстан Российской Федерации. Является административным центром Пелевского сельского поселения.

## География
Село находится на реке Брысса в 18 км к северу от города Лаишево и в 35-40 км к юго-востоку от Казани.

## История
Село известно с 1602-03 как деревня Перевьи (Перово). Современное название встречается в источниках с 1710-11.
В XVIII — первой половине XIX веков жители относились к категории государственных крестьян. Занимались земледелием, разведением скота. В начале XX века в Пелево функционировали мечеть, медресе, 2 водяных и 6 ветряных мельниц, кузница, 6 бакалейных лавок. В этот период земельный надел сельской общины составлял 2431,37 десятин.
В «Списке населенных мест по сведениям 1859 года», изданном в 1866 году, населённый пункт упомянут как казённая деревня Пелева 1-го стана Лаишевского уезда Казанской губернии. Располагалась при речке Кяинке, по левую сторону торгового старого Оренбургского тракта, в 25 верстах от уездного города Лаишево и в 25 верстах от становой квартиры во владельческом селе Шуран. В деревне, в 150 дворах жили 888 человек (429 мужчин и 459 женщин), была мечеть.
До 1920 года село входило в Державинскую волость Лаишевского уезда Казанской губернии. С 1920 года в составе Лаишевского кантона ТАССР. С 14 февраля 1927 года в Лаишевском, с 1 февраля 1963 года в Пестречинском, с 12 января 1965 года в Лаишевском районах.

## Население
| 1728              | 1859 | 1897 | 1908 | 1920 | 1926 | 1938 | 1949 | 1958 | 1970 | 1979 | 1989 |
| ----------------- | ---- | ---- | ---- | ---- | ---- | ---- | ---- | ---- | ---- | ---- | ---- |
| 140 душ муж. пола | 866  | 1611 | 1826 | 1921 | 1694 | 1530 | 1127 | 1077 | 1189 | 994  | 825  |

| 2002 | 2012 | 2013 | 2014 | 2015 | 2016 | 2017 |
| ---- | ---- | ---- | ---- | ---- | ---- | ---- |
| 797  | ↘740 | ↗743 | ↘732 | ↘717 | ↘705 | ↘687 |

## Экономика
Cкотоводство.

## Социальная инфраструктура
Средняя общеобразовательная школа, детский сад, дом культуры, ФАП, почтовое отделение, библиотека, пожарная часть.